# Mau-Ulo
Mau-Ulo ist ein osttimoresischer Suco im Verwaltungsamt Ainaro, Gemeinde Ainaro.

## Geographie
Mau-Ulo liegt westlich der Stadt Ainaro im Nordwesten des Verwaltungsamtes Ainaro. Im Nordosten und Osten grenzt Mau-Ulo an den Suco Ainaro und im Süden an den Suco Mau-Nuno. Westlich befindet sich die Gemeinde Bobonaro mit dem Suco Colimau (Verwaltungsamt Bobonaro) und nordwestlich die Gemeinde Ermera mit den Sucos Atara und Parami (Paramin). Einen Teil der Grenze zu Mau-Nuno bildet der Sarai, ein Nebenfluss des Belulik. Die Quellen des Sarais liegen fast alle in Mau-Ulo. Während der Osten des Sucos unter 1000 m liegt, steigt das Land innerhalb der knapp acht Kilometer bis zur Nordwestgrenze auf eine Meereshöhe von über 2000 m an.
Der Suco Mau-Ulo hat eine Fläche von 25,64 km². Er teilt sich in die fünf Aldeias Dagamessa (Daga-Mesa), Hato-Lau (Hatu-Lau), Hato-Lelo, Mau-Ulo-Pú (Mau-Ulo-Fu) und Mau-Ulu-Lau (Mau-Ulo-Lau).
Der Hauptort Mau-Ulo befindet sich im Osten des Sucos. Nordöstlich davon liegt das Dorf Pader und nordwestlich das Dorf Dagamessa. Weitere kleine Siedlungen befinden sich südlich und im Westen in der Aldeia Hato-Lau.

## Einwohner
Im Suco leben 570 Menschen (2022), davon sind 292 Männer und 278 Frauen. Im Suco gibt es 81 Haushalte. Fast 60 % der Einwohner geben Tetum Prasa als ihre Muttersprache an. Mehr als 30 % sprechen Mambai, über 5 % Kemak.

## Politik

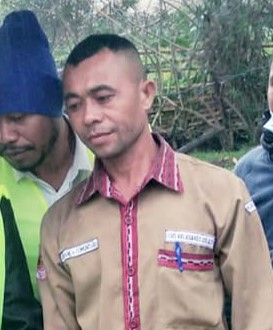
Luis da Valadares Colaso (2021)

Bei den Wahlen von 2004/2005 wurde Eliseu de Jesus Araújo Malik zum Chefe de Suco gewählt und 2009 in seinem Amt bestätigt. Bei den Wahlen 2016 gewann Luis da Valadares Colaso.